# Kumak wielki
Kumak wielki (Bombina maxima) — gatunek płaza bezogonowego z rodziny kumakowatych (Bombinatoridae).

## Występowanie
Południowo-zachodnie i południowe Chiny w prowincjach Junnan, Syczuan i Kuejczou. Zamieszkuje tereny górzyste, położone na wysokościach 2000–3600 m n.p.m. Dawniej zasięg gatunku uznawano za szerszy, ale część subpopulacji uznawanych za Bombina maxima jest obecnie przypisywana do blisko spokrewnionego gatunku Bombina microdeladigitora, traktowanego dawniej przez niektórych autorów jako podgatunek B. maxima. 

## Opis
Osiąga długość do 8 cm. Bardzo powolny w ruchach. Prowadzi półwodny tryb życia.